# ناحیه رووانیمی
ناحیه رووانیمی زیرمجموعه‌ای از لاپلند فنلاند و یکی از ناحیه‌های فنلاند از سال ۲۰۰۹ است.

## شهرداری‌ها
| نشان ملی           | شهرداری         |
| ------------------ | --------------- |
| Ranuan vaakuna     | رانوا (شهرداری) |
| Rovaniemen vaakuna | رووانیمی (شهر)  |